# Cixilo

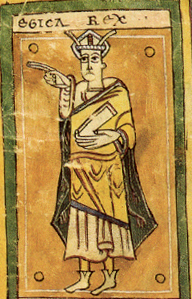
Representación del rey visigodo Egica.

Cixilo (S.VII-694), fue la reina consorte del rey visigodo Egica (687–702), quien se casó con ella para asegurar su sucesión al trono del padre de ésta.
Fue hija de Erwig y Liuvigoto. Se casó con Egica alrededor del 680. Erwig, antes de su muerte, había establecido una ley que prohibía hacer daño a su esposa o a sus hijos; Egica se dispuso a derogar esta ley. Posteriormente, aunque Egica obtuvo el trono al casarse con Cixilo, decidió más tarde que su reinado era lo suficientemente seguro y, posiblemente instigado por su tío, Wamba, la repudió en 687, obligándola a entrar en un convento.
Sin embargo, esta repudiación puede haber sido solo temporal, ya que se tiene constancia de que actuó como reina entre 691 y 694.
En algún momento durante el matrimonio, Cixilo pudo haber dado a luz al hijo de Egica, Wittiza. Sin embargo, se debate si Cixilo fue realmente la madre.